# Garnier (évêque)
Pour les articles homonymes, voir Garnier.
Garnier  (latin Warnarius floruit 843-866) évêque de Rennes du IXe siècle

## Contexte
L'évêque Garnier ou Warner de Rennes participe au Deuxième concile de Germigny en 843 et au IIe concile Quierzy de 849 qui dépose de la prêtrise le moine Gothesale. On croit désormais que ce prélat est le meme que « Gernobre » Il est évoqué avec ses collègues Festinien de Dol et Garnobrius dans la lettre du 14 juin 859 par laquelle  les évêques assemblés au concile de Savonnières les exhortent  à se soumettre à l'autorité du métropolitain de Tours et à ne plus avoir de contacts avec ceux que ce même archevêque avait excommuniés c'est-à-dire les évêques nommés par Nominoé lors du Pseudo concile de Coitlouh de mai 849 à Dol de Bretagne (Festinianus), Quimper (Anaweten), Aleth (Rethwalatr), Saint-Pol-de-Léon (Dotwoion) et Vannes (Courantgen)
Warnerius est encore mentionné en 858 mais disparait avant 866 l'année de la consécration de son successeur Electranne.